# Nombre de Zeldovitch
Le nombre de Zeldovitch est un nombre sans dimension associé aux températures rencontrées dans une flamme et à l'énergie d'activation de réaction chimique de la combustion. Le nom fait référence à Iakov Zeldovitch, qui, avec David Frank-Kamenetskii, l'a présenté pour la première fois dans un article en 1938,,. Lors de la réunion de l'International Colloquia on the Dynamics of Explosions and Reactive Systems de 1983 à Poitiers, il a été décidé que le nombre adimensionnel porterait le nom de Zeldovitch.
Le nombre est défini par :
{\displaystyle \beta ={\frac {E_{a}}{RT_{b}}}\,{\frac {T_{b}-T_{u}}{T_{b}}}}
où
- {\displaystyle E_{a}} est l'énergie d'activation de la réaction,
- {\displaystyle R} est la constante universelle des gaz parfaits,
- {\displaystyle T_{b}} est la température des gaz brûlés,
- {\displaystyle T_{u}} est la température du mélange non brûlé.

En utilisant le paramètre de dégagement de chaleur {\displaystyle q={\frac {T_{b}-T_{u}}{T_{u}}}}, le nombre s'écrit :
{\displaystyle \beta ={\frac {E_{a}}{RT_{b}}}{\frac {q}{1+q}}}
Pour les phénomènes de combustion typiques, la valeur du nombre de Zeldovitch se situe dans la plage {\displaystyle \beta \approx 8-20}. L'asymptotique des grandes énergies d'activation utilise ce nombre comme petit paramètre d'un développement asymptotique.